# Discografia di Sting
La discografia di Sting, cantautore e musicista britannico dapprima attivo con i Police e in seguito come solista, si compone di oltre dieci album in studio ed altrettante raccolte, sei album dal vivo, cinque EP e oltre cinquanta singoli, pubblicati tra il 1985 e il 2022.

## Album

### Album in studio
| Anno                                                                                               | Titolo                                                                                      | Classifiche | Classifiche | Classifiche | Classifiche | Classifiche | Classifiche | Classifiche | Classifiche | Classifiche | Classifiche | Classifiche | Classifiche | Classifiche | Classifiche | Certificazioni |
| Anno                                                                                               | Titolo                                                                                      | UK          | AUS         | AUT         | CAN         | FIN         | FRA         | GER         | ITA         | NLD         | NOR         | NZ          | SWE         | SWI         | US          | Certificazioni |
| -------------------------------------------------------------------------------------------------- | ------------------------------------------------------------------------------------------- | ----------- | ----------- | ----------- | ----------- | ----------- | ----------- | ----------- | ----------- | ----------- | ----------- | ----------- | ----------- | ----------- | ----------- | --- |
| 1985                                                                                               | The Dream of the Blue Turtles - Pubblicazione: 1º giugno 1985 - Etichetta: A&M              | 3           | 1           | 13          | 4           | 12          | 4           | 4           | 1           | 1           | 4           | 4           | 5           | 6           | 2           | - CAN: Platino - FRA: Platino - GER: Platino - UK: 2× Platino - US: 3× Platino                                                |
| 1987                                                                                               | ...Nothing Like the Sun - Pubblicazione: 13 ottobre 1987 - Etichetta: A&M                   | 1           | 3           | 3           | 3           | 1           | 3           | 4           | 1           | 3           | 2           | 13          | 7           | 3           | 9           | - CAN: Platino - FRA: 2× Platino - GER: Platino - NLD: Platino - SWI: 2× Platino - UK: Platino - US: 2× Platino               |
| 1991                                                                                               | The Soul Cages - Pubblicazione: 22 gennaio 1991 - Etichetta: A&M                            | 1           | 3           | 3           | 1           | 1           | 7           | 1           | 1           | 1           | 2           | 4           | 4           | 1           | 2           | - AUS: Oro - AUT: Oro - CAN: Platino - FIN: Oro - FRA: Platino - GER: Platino - SWI: Platino - UK: Oro - US: Platino          |
| 1993                                                                                               | Ten Summoner's Tales - Pubblicazione: 9 marzo 1993 - Etichetta: A&M                         | 2           | 9           | 1           | 3           | 1           | 2           | 2           | 1           | 5           | 3           | 5           | 10          | 3           | 2           | - AUS: Platino - CAN: Platino - FIN: Oro - FRA: 2× Oro - GER: Oro - NLD: Oro - SWI: Platino - UK: 2× Platino - US: 3× Platino |
| 1996                                                                                               | Mercury Falling - Pubblicazione: 8 marzo 1996 - Etichetta: A&M                              | 4           | 14          | 1           | 8           | 1           | 3           | 2           | 1           | 3           | 4           | 7           | 2           | 1           | 5           | - AUS: Oro - AUT: Oro - CAN: Platino - FIN: Oro - GER: Oro - NLD: Oro - SWI: Oro - UK: Platino - US: Platino                  |
| 1999                                                                                               | Brand New Day - Pubblicazione: 24 settembre 1999 - Etichetta: A&M                           | 5           | 21          | 1           | 12          | 1           | 3           | 1           | 3           | 7           | 1           | 16          | 4           | 2           | 9           | - AUS: Platino - AUT: Oro - CAN: 2× Platino - FRA: 2× Oro - GER: Oro - NLD: Oro - SWI: Platino - UK: Platino - US: 3× Platino |
| 2003                                                                                               | Sacred Love - Pubblicazione: 29 settembre 2003 - Etichetta: A&M                             | 3           | 13          | 2           | 3           | 8           | 5           | 2           | 1           | 3           | 3           | 13          | 3           | 1           | 3           | - CAN: Platino - FRA: Oro - GER: Oro - NLD: Oro - SWI: Platino - UK: Oro - US: Platino                                        |
| 2006                                                                                               | Songs from the Labyrinth - Pubblicazione: 10 ottobre 2006 - Etichetta: Deutsche Grammophon  | 24          | —           | 40          | —           | —           | 20          | 11          | 7           | 39          | —           | —           | 30          | 31          | 25          | - GER: Oro |
| 2009                                                                                               | If on a Winter's Night... - Pubblicazione: 27 ottobre 2009 - Etichetta: Deutsche Grammophon | 15          | 58          | 12          | 11          | 7           | 8           | 5           | 4           | 10          | 18          | —           | 12          | 13          | 6           | - CAN: Oro - FRA: Platino - GER: Oro - ITA: 2× Platino - SWI: Platino - UK: Argento - US: Oro                                 |
| 2010                                                                                               | Symphonicities - Pubblicazione: 13 luglio 2010 - Etichetta: Deutsche Grammophon             | 30          | 24          | 19          | 9           | 13          | 10          | 7           | 4           | 22          | —           | 11          | 30          | 15          | 6           | - ITA: Oro |
| 2013                                                                                               | The Last Ship - Pubblicazione: 20 settembre 2013 - Etichetta: Cherrytree, A&M               | 14          | 39          | 8           | 16          | 25          | 10          | 3           | 3           | 6           | 3           | —           | 12          | 9           | 13          | |
| 2016                                                                                               | 57th & 9th - Pubblicazione: 11 novembre 2016 - Etichetta: Cherrytree, A&M                   | 15          | 9           | 6           | 18          | 25          | 5           | 3           | 6           | 7           | —           | 25          | 6           | 3           | 9           | - FRA: Oro |
| 2018                                                                                               | 44/876 (con Shaggy) - Pubblicazione: 20 aprile 2018 - Etichetta: A&M, Interscope            | 9           | 38          | 6           | 19          | —           | 2           | 1           | 13          | 16          | —           | —           | —           | 5           | 40          | - FRA: Oro |
| 2019                                                                                               | My Songs - Pubblicazione: 24 maggio 2019 - Etichetta: A&M                                   | 27          | —           | 7           | 89          | —           | 2           | 4           | 14          | 39          | —           | —           | —           | 5           | 145         | - FRA: Oro |
| 2021                                                                                               | The Bridge - Pubblicazione: 19 novembre 2021 - Etichetta: A&M                               | 27          | —           | 7           | 90          | —           | 14          | 5           | 26          | 27          | —           | —           | —           | 5           | 101         | |
| "—" indica una pubblicazione che non si è classificata o che non è stata pubblicata in quel Paese. |                                                                                             |             |             |             |             |             |             |             |             |             |             |             |             |             |             | |

### Album dal vivo
| Anno                                                                                               | Titolo                                                                                            | Classifiche | Classifiche | Classifiche | Classifiche | Classifiche | Classifiche | Classifiche | Classifiche | Classifiche | Classifiche | Classifiche | Classifiche | Classifiche | Classifiche | Certificazioni                                                                 |
| Anno                                                                                               | Titolo                                                                                            | UK          | AUS         | AUT         | CAN         | FIN         | FRA         | GER         | ITA         | NLD         | NOR         | NZ          | SWE         | SWI         | US          | Certificazioni                                                                 |
| -------------------------------------------------------------------------------------------------- | ------------------------------------------------------------------------------------------------- | ----------- | ----------- | ----------- | ----------- | ----------- | ----------- | ----------- | ----------- | ----------- | ----------- | ----------- | ----------- | ----------- | ----------- | ------------------------------------------------------------------------------ |
| 1986                                                                                               | Bring on the Night - Pubblicazione: 1º luglio 1986 - Etichetta: A&M                               | 16          | 9           | 9           | —           | 17          | —           | 10          | 7           | 2           | 19          | 19          | 28          | 11          | —           | - UK: Argento                                                                  |
| 1991                                                                                               | Acoustic Live in Newcastle - Pubblicazione: 01 novembre 1991 - Etichetta: A&M                     | —           | —           | —           | —           | —           | —           | —           | —           | —           | —           | —           | —           | —           | —           |                                                                                |
| 2001                                                                                               | ...All This Time - Pubblicazione: 20 novembre 2001 - Etichetta: A&M                               | 3           | —           | 10          | 10          | 22          | 7           | 5           | 4           | 12          | 17          | 21          | 29          | 10          | 32          | - CAN: Oro - FRA: Oro - GER: Oro - NLD: Oro - SWI: Oro - UK: Platino - US: Oro |
| 2007                                                                                               | The Journey and the Labyrinth - Pubblicazione: 13 febbraio 2007 - Etichetta: Deutsche Grammophon  | —           | —           | —           | —           | —           | —           | —           | —           | —           | —           | —           | —           | —           | —           |                                                                                |
| 2010                                                                                               | Live in Berlin - Pubblicazione: 22 novembre 2010 - Etichetta: Deutsche Grammophon                 | 180         | —           | 22          | —           | —           | 79          | 13          | 16          | 37          | 40          | 7           | —           | 51          | —           | - GER: Oro                                                                     |
| 2017                                                                                               | Live at the Olympia Paris - Pubblicazione: 10 novembre 2017 - Etichetta: Eagle Rock Entertainment | —           | —           | —           | —           | —           | —           | 77          | —           | 4           | —           | —           | —           | 1           | —           |                                                                                |
| "—" indica una pubblicazione che non si è classificata o che non è stata pubblicata in quel Paese. |                                                                                                   |             |             |             |             |             |             |             |             |             |             |             |             |             |             |                                                                                |

### Raccolte
| Anno                                                                                               | Titolo | Classifiche | Classifiche | Classifiche | Classifiche | Classifiche | Classifiche | Classifiche | Classifiche | Classifiche | Classifiche | Classifiche | Classifiche | Classifiche | Classifiche | Certificazioni |
| Anno                                                                                               | Titolo | UK          | AUS         | AUT         | CAN         | FIN         | FRA         | GER         | ITA         | NLD         | NOR         | NZ          | SWE         | SWI         | US          | Certificazioni |
| -------------------------------------------------------------------------------------------------- | --- | ----------- | ----------- | ----------- | ----------- | ----------- | ----------- | ----------- | ----------- | ----------- | ----------- | ----------- | ----------- | ----------- | ----------- | --- |
| 1994                                                                                               | Fields of Gold: The Best of Sting 1984-1994 - Pubblicazione: 8 novembre 1994 - Etichetta: A&M                | 2           | 20          | 7           | 14          | 2           | 4           | 4           | 1           | 5           | 5           | 5           | 5           | 5           | 7           | - AUT: Oro - CAN: Platino - FIN: Platino - FRA: Platino - GER: Platino - NLD: Platino - SWI: 2× Platino - UK: 3× Platino - US: 2× Platino |
| 1997                                                                                               | Sting at the Movies - Pubblicazione: 1997 - Etichetta: A&M                                                   | —           | —           | —           | —           | —           | —           | —           | —           | —           | —           | —           | —           | —           | —           | |
| 1997                                                                                               | The Very Best of Sting & The Police - Pubblicazione: 7 novembre 1997 - Etichetta: A&M                        | 1           | 22          | 4           | 66          | 8           | 1           | 18          | 4           | 17          | —           | 5           | 26          | 17          | 46          | - AUS: Oro - AUT: Oro - FRA: 2× Oro - GER: Oro - ITA: Oro - SWI: Oro - UK: 4× Platino - US: Oro                                           |
| 2000                                                                                               | Brand New Day: The Remixes - Pubblicazione: 2000 - Etichetta: A&M                                            | —           | —           | —           | —           | —           | —           | —           | —           | —           | —           | —           | —           | —           | —           | |
| 2003                                                                                               | Songs of Love - Pubblicazione: 2003 (Victoria's Secret Exclusive) - Etichetta: A&M/Universal Special Markets | —           | —           | —           | —           | —           | —           | —           | —           | —           | —           | —           | —           | —           | —           | - US: Platino |
| 2005                                                                                               | My Funny Valentine - At the Movies - Pubblicazione: 2005 - Etichetta: A&M                                    | —           | —           | —           | —           | —           | —           | —           | —           | —           | —           | —           | —           | —           | —           | |
| 2011                                                                                               | 25 Years - Pubblicazione: 26 settembre 2011 - Etichetta: A&M                                                 | —           | —           | —           | —           | —           | —           | —           | —           | —           | —           | —           | —           | —           | —           | |
| 2011                                                                                               | The Best of 25 Years - Pubblicazione: 24 ottobre 2011 - Etichetta: A&M                                       | 27          | —           | 29          | —           | —           | 59          | 32          | 13          | 16          | 4           | —           | 13          | 50          | 104         | - ITA: Oro |
| 2014                                                                                               | Songs from the Movies and Rarities - Pubblicazione: 2014 (solo in Russia) - Etichetta: A&M                   | —           | —           | —           | —           | —           | —           | —           | —           | —           | —           | —           | —           | —           | —           | |
| 2021                                                                                               | Duets - Pubblicazione: 19 marzo 2021 - Etichetta: A&M                                                        | —           | —           | —           | —           | —           | —           | —           | —           | —           | —           | —           | —           | —           | —           | |
| "—" indica una pubblicazione che non si è classificata o che non è stata pubblicata in quel Paese. | |             |             |             |             |             |             |             |             |             |             |             |             |             |             | |

## Extended play
| Anno | Titolo                                                                     | Classifiche | Classifiche | Classifiche | Classifiche |
| Anno | Titolo                                                                     | UK          | NLD         | SWI         | US          |
| ---- | -------------------------------------------------------------------------- | ----------- | ----------- | ----------- | ----------- |
| 1988 | ...Nada como el sol - Pubblicazione: 16 febbraio 1988 - Etichetta: A&M     | —           | —           | 18          | —           |
| 1993 | Demolition Man - Pubblicazione: 25 settembre 1993 - Etichetta: A&M         | 21          | 70          | —           | 162         |
| 1994 | Five Live - Pubblicazione: 1994 - Etichetta: A&M                           | —           | —           | —           | —           |
| 1996 | Live at TFI Friday EP - Pubblicazione: 14 giugno 1996 - Etichetta: A&M     | 53          | —           | —           | —           |
| 2001 | Still Be Love in the World - Pubblicazione: 1º marzo 2001 - Etichetta: A&M | —           | —           | —           | —           |

## Singoli
| Anno                                                                                               | Singolo                                              | Classifiche | Classifiche | Classifiche | Classifiche | Classifiche | Classifiche | Classifiche | Classifiche | Classifiche | Classifiche | Classifiche | Classifiche | Classifiche | Classifiche | Classifiche | Classifiche | Certificazioni                                                   | Album di provenienza                        |
| Anno                                                                                               | Singolo                                              | UK          | AUS         | AUT         | BEL         | CAN         | FIN         | FRA         | GER         | IRL         | ITA         | NLD         | NOR         | NZ          | SWE         | SWI         | US          | Certificazioni                                                   | Album di provenienza                        |
| -------------------------------------------------------------------------------------------------- | ---------------------------------------------------- | ----------- | ----------- | ----------- | ----------- | ----------- | ----------- | ----------- | ----------- | ----------- | ----------- | ----------- | ----------- | ----------- | ----------- | ----------- | ----------- | ---------------------------------------------------------------- | ------------------------------------------- |
| 1985                                                                                               | If You Love Somebody Set Them Free                   | 26          | 18          | 28          | 13          | 5           | 21          | 23          | —           | 15          | 7           | 38          | —           | 6           | 19          | —           | 3           | - CAN: Oro                                                       | The Dream of the Blue Turtles               |
| 1985                                                                                               | Love Is the Seventh Wave                             | 41          | 57          | —           | 19          | 38          | —           | 30          | —           | 25          | —           | 10          | —           | 17          | —           | —           | 17          |                                                                  | The Dream of the Blue Turtles               |
| 1985                                                                                               | Fortress Around Your Heart                           | 49          | 72          | —           | 40          | 20          | —           | —           | —           | —           | —           | 26          | —           | 13          | —           | —           | 8           |                                                                  | The Dream of the Blue Turtles               |
| 1985                                                                                               | Russians                                             | 12          | 11          | —           | 7           | 35          | —           | 2           | 4           | 11          | 2           | 8           | —           | 25          | 16          | 13          | 16          | - FRA: Oro                                                       | The Dream of the Blue Turtles               |
| 1986                                                                                               | Moon over Bourbon Street                             | 44          | —           | —           | —           | —           | —           | —           | —           | —           | —           | —           | —           | —           | —           | —           | —           |                                                                  | The Dream of the Blue Turtles               |
| 1986                                                                                               | We Work the Black Seam                               | —           | —           | —           | —           | —           | —           | —           | —           | —           | —           | —           | —           | —           | —           | —           | —           |                                                                  | The Dream of the Blue Turtles               |
| 1987                                                                                               | We'll Be Together                                    | 41          | 13          | —           | —           | 9           | —           | 46          | —           | 14          | 5           | 33          | —           | 22          | —           | —           | 7           |                                                                  | ...Nothing Like the Sun                     |
| 1987                                                                                               | Be Still My Beating Heart                            | —           | 94          | —           | —           | 22          | —           | —           | —           | —           | —           | —           | —           | —           | —           | —           | 15          |                                                                  | ...Nothing Like the Sun                     |
| 1988                                                                                               | Englishman in New York                               | 51          | —           | —           | 16          | 60          | 20          | 30          | —           | 12          | —           | 13          | —           | —           | —           | —           | 84          | - ITA: Oro - UK: Argento                                         | ...Nothing Like the Sun                     |
| 1988                                                                                               | Fragile                                              | 70          | —           | —           | 11          | —           | —           | 39          | —           | —           | 29          | 12          | —           | —           | —           | —           | —           |                                                                  | ...Nothing Like the Sun                     |
| 1988                                                                                               | They Dance Alone (Cueca Solo)                        | 94          | —           | —           | 35          | —           | —           | —           | 66          | —           | 24          | 27          | —           | —           | —           | —           | —           |                                                                  | ...Nothing Like the Sun                     |
| 1991                                                                                               | All This Time                                        | 22          | 26          | 23          | 22          | 1           | 4           | 21          | 23          | 13          | 4           | 22          | 7           | 26          | —           | 18          | 5           |                                                                  | The Soul Cages                              |
| 1991                                                                                               | Mad About You                                        | 56          | —           | —           | —           | 71          | —           | 43          | 59          | —           | 13          | 44          | —           | —           | —           | —           | —           |                                                                  | The Soul Cages                              |
| 1991                                                                                               | The Soul Cages                                       | 57          | —           | —           | —           | —           | —           | —           | —           | —           | —           | 77          | —           | —           | —           | —           | —           |                                                                  | The Soul Cages                              |
| 1991                                                                                               | Why Should I Cry for You                             | —           | —           | —           | —           | —           | —           | 38          | —           | —           | —           | —           | —           | —           | —           | —           | —           |                                                                  | The Soul Cages                              |
| 1992                                                                                               | It's Probably Me (con Eric Clapton)                  | 30          | 23          | —           | 11          | 12          | —           | 4           | 22          | 17          | 1           | 7           | —           | 11          | 29          | 16          | —           |                                                                  | Lethal Weapon 3 soundtrack                  |
| 1993                                                                                               | If I Ever Lose My Faith in You                       | 14          | 41          | —           | 19          | 4           | 8           | 39          | 31          | 28          | 1           | 30          | 7           | 36          | 34          | 16          | 17          |                                                                  | Ten Summoner's Tales                        |
| 1993                                                                                               | Seven Days                                           | 25          | —           | —           | —           | —           | —           | —           | —           | —           | 22          | —           | —           | —           | —           | —           | —           |                                                                  | Ten Summoner's Tales                        |
| 1993                                                                                               | She's Too Good for Me                                | —           | —           | —           | —           | —           | —           | —           | —           | —           | —           | —           | —           | —           | —           | —           | —           |                                                                  | Ten Summoner's Tales                        |
| 1993                                                                                               | Fields of Gold                                       | 16          | —           | —           | —           | 2           | —           | —           | 52          | 22          | —           | 44          | —           | 34          | —           | 25          | 23          | - ITA: Oro                                                       | Ten Summoner's Tales                        |
| 1993                                                                                               | Nothing 'Bout Me                                     | 32          | —           | —           | —           | 10          | —           | —           | —           | —           | —           | 41          | —           | —           | —           | —           | 57          |                                                                  | Ten Summoner's Tales                        |
| 1993                                                                                               | Shape of My Heart                                    | 57          | —           | —           | —           | 44          | —           | 96          | —           | —           | —           | —           | —           | —           | —           | —           | —           | - ITA: Oro - UK: Argento                                         | Ten Summoner's Tales                        |
| 1993                                                                                               | Love Is Stronger Than Justice (The Munificent Seven) | —           | —           | —           | —           | —           | —           | —           | 75          | —           | —           | —           | —           | —           | —           | —           | —           |                                                                  | Ten Summoner's Tales                        |
| 1993                                                                                               | All for Love (con Bryan Adams e Rod Stewart)         | 2           | 1           | 1           | 2           | 1           | 1           | 7           | 1           | 1           | 1           | 3           | 1           | 5           | 1           | 1           | 1           | - AUS: Platino - AUT: Oro - GER: Oro - UK: Argento - US: Platino | The Three Musketeers soundtrack             |
| 1994                                                                                               | When We Dance                                        | 9           | —           | —           | 35          | 10          | 9           | —           | 51          | 9           | 13          | 32          | —           | 50          | 34          | 42          | 38          |                                                                  | Fields of Gold: The Best of Sting 1984-1994 |
| 1995                                                                                               | This Cowboy Song (con Pato Banton)                   | 15          | —           | —           | —           | 34          | 13          | —           | 51          | 19          | —           | 48          | —           | —           | —           | —           | —           |                                                                  | Fields of Gold: The Best of Sting 1984-1994 |
| 1996                                                                                               | Let Your Soul Be Your Pilot                          | 15          | 65          | —           | —           | 7           | 14          | —           | 58          | —           | 20          | 43          | —           | —           | —           | —           | 86          |                                                                  | Mercury Falling                             |
| 1996                                                                                               | You Still Touch Me                                   | 27          | —           | —           | —           | 7           | —           | —           | —           | —           | —           | —           | —           | —           | —           | —           | 60          |                                                                  | Mercury Falling                             |
| 1996                                                                                               | I Was Brought to My Senses                           | 31          | —           | —           | —           | —           | —           | —           | —           | —           | —           | —           | —           | —           | —           | —           | —           |                                                                  | Mercury Falling                             |
| 1996                                                                                               | I'm So Happy I Can't Stop Crying                     | 54          | —           | —           | —           | 27          | —           | —           | 74          | —           | —           | —           | —           | —           | —           | —           | 94          |                                                                  | Mercury Falling                             |
| 1997                                                                                               | Roxanne '97 (Sting & The Police)                     | 17          | —           | —           | —           | —           | —           | —           | —           | —           | 9           | 69          | —           | —           | —           | —           | 59          |                                                                  | The Very Best of Sting & The Police         |
| 1999                                                                                               | Brand New Day                                        | 13          | —           | 38          | —           | 31          | 2           | 73          | 54          | —           | 10          | 46          | —           | 46          | —           | 35          | —           |                                                                  | Brand New Day                               |
| 2000                                                                                               | Desert Rose (con Cheb Mami)                          | 15          | —           | 6           | —           | 2           | —           | 6           | 7           | 27          | 4           | 29          | —           | —           | —           | 3           | 17          | - AUT: Oro - FRA: Oro - SWI: Oro                                 | Brand New Day                               |
| 2000                                                                                               | After the Rain Has Fallen                            | 31          | —           | —           | —           | —           | —           | 89          | 64          | 46          | 16          | —           | —           | —           | —           | —           | —           |                                                                  | Brand New Day                               |
| 2000                                                                                               | My Funny Friend and Me                               | —           | —           | —           | —           | —           | —           | —           | —           | —           | 41          | —           | —           | —           | —           | 91          | —           |                                                                  | The Emperor's New Groove soundtrack         |
| 2001                                                                                               | Fragile 2001                                         | —           | —           | —           | —           | —           | —           | —           | 92          | —           | 25          | 75          | —           | —           | —           | 64          | —           |                                                                  | ...All This Time                            |
| 2003                                                                                               | Send Your Love (con Vicente Amigo)                   | 30          | 44          | 43          | —           | —           | —           | —           | 24          | —           | 8           | 43          | —           | —           | —           | 37          | —           |                                                                  | Sacred Love                                 |
| 2003                                                                                               | Whenever I Say Your Name (con Mary J. Blige)         | 60          | —           | —           | —           | —           | —           | —           | —           | —           | —           | 60          | —           | —           | —           | 50          | —           |                                                                  | Sacred Love                                 |
| 2004                                                                                               | Stolen Car (Take Me Dancing)                         | 60          | —           | —           | —           | —           | —           | —           | 54          | —           | 46          | —           | —           | —           | —           | 81          | —           |                                                                  | Sacred Love                                 |
| 2009                                                                                               | Soul Cake                                            | —           | —           | —           | —           | —           | —           | —           | —           | —           | 30          | —           | —           | —           | —           | —           | —           |                                                                  | If on a Winter's Night...                   |
| 2013                                                                                               | Practical Arrangement                                | —           | —           | —           | —           | —           | —           | —           | —           | —           | —           | —           | —           | —           | —           | —           | —           |                                                                  | The Last Ship                               |
| 2013                                                                                               | And Yet                                              | —           | —           | —           | —           | —           | —           | —           | —           | —           | —           | —           | —           | —           | —           | —           | —           |                                                                  | The Last Ship                               |
| 2016                                                                                               | I Can't Stop Thinking About You                      | —           | —           | —           | —           | —           | —           | 52          | —           | —           | —           | —           | —           | —           | —           | —           | —           |                                                                  | 57th & 9th                                  |
| 2016                                                                                               | 50,000                                               | —           | —           | —           | —           | —           | —           | —           | —           | —           | —           | —           | —           | —           | —           | —           | —           |                                                                  | 57th & 9th                                  |
| 2016                                                                                               | Petrol Head                                          | —           | —           | —           | —           | —           | —           | —           | —           | —           | —           | —           | —           | —           | —           | —           | —           |                                                                  | 57th & 9th                                  |
| 2017                                                                                               | One Fine Day                                         | —           | —           | —           | —           | —           | —           | —           | —           | —           | —           | —           | —           | —           | —           | —           | —           |                                                                  | 57th & 9th                                  |
| 2018                                                                                               | Don't Make Me Wait (con Shaggy)                      | —           | —           | —           | —           | —           | —           | 18          | —           | —           | 99          | —           | —           | —           | —           | —           | —           |                                                                  | 44/876                                      |
| 2018                                                                                               | Morning Is Coming (con Shaggy)                       | —           | —           | —           | —           | —           | —           | 97          | —           | —           | —           | —           | —           | —           | —           | —           | —           |                                                                  | 44/876                                      |
| 2020                                                                                               | September (con Zucchero Fornaciari)                  | —           | —           | —           | —           | —           | —           | —           | —           | —           | —           | —           | —           | —           | —           | —           | —           |                                                                  | Duets                                       |
| 2021                                                                                               | My Funny Valentine (con Herbie Hancock)              | —           | —           | —           | —           | —           | —           | —           | —           | —           | —           | —           | —           | —           | —           | —           | —           |                                                                  | Duets                                       |
| 2021                                                                                               | Englishman/African in New York (con Shirazee)        | —           | —           | —           | —           | —           | —           | —           | —           | —           | —           | —           | —           | —           | —           | —           | —           |                                                                  | Duets                                       |
| 2021                                                                                               | If It's Love                                         | —           | —           | —           | —           | —           | —           | —           | —           | —           | —           | —           | —           | —           | —           | —           | —           |                                                                  | The Bridge                                  |
| 2021                                                                                               | Rushing Water                                        | —           | —           | —           | —           | —           | —           | —           | —           | —           | —           | —           | —           | —           | —           | —           | —           |                                                                  | The Bridge                                  |
| 2022                                                                                               | Redlight (con gli Swedish House Mafia)               | —           | —           | —           | —           | —           | —           | —           | —           | —           | —           | —           | —           | —           | —           | —           | —           |                                                                  | Paradise Again                              |
| 2024                                                                                               | I Wrote Your Name (Upon My Heart)                    | —           | —           | —           | —           | —           | —           | —           | —           | —           | —           | —           | —           | —           | —           | —           | —           |                                                                  |                                             |
| "—" indica una pubblicazione che non si è classificata o che non è stata pubblicata in quel Paese. |                                                      |             |             |             |             |             |             |             |             |             |             |             |             |             |             |             |             |                                                                  |                                             |

## Videografia

### Album video
| Anno | Titolo | Certificazioni           |
| ---- | --- | ------------------------ |
| 1985 | Bring on the Night - Pubblicazione: 28 ottobre 1985 - Etichetta: A&M - Formati: VHS (1985), DVD (2005), Blu-ray Disc (2008)             |                          |
| 1988 | Sting: The Videos - Pubblicazione: 2 gennaio 1988 - Etichetta: A&M - Formati: VHS, Laserdisc                                            |                          |
| 1991 | The Soul Cages Concert - Pubblicazione: 30 novembre 1991 - Etichetta: A&M - Formati: VHS, Laserdisc                                     |                          |
| 1992 | Sting Unplugged - Pubblicazione: 3 novembre 1992 - Etichetta: A&M - Formati: VHS, Laserdisc                                             |                          |
| 1993 | Ten Summoner's Tales - Pubblicazione: 1º marzo 1993 - Etichetta: A&M - Formati: VHS, Laserdisc                                          | - US: Oro                |
| 1994 | The Best of Sting: Fields of Gold 1984-1994 - Pubblicazione: 7 novembre 1994 - Etichetta: A&M - Formati: VHS, Laserdisc                 |                          |
| 1995 | Summoner's Travels - Pubblicazione: 1º marzo 1995 - Etichetta: A&M - Formati: VHS, Laserdisc                                            |                          |
| 2000 | The Brand New Day Tour: Live from the Universal Amphitheatre - Pubblicazione: 26 settembre 2000 - Etichetta: A&M - Formati: DVD, VHS    | - CAN: Oro - US: Platino |
| 2001 | ...All This Time - Pubblicazione: 20 novembre 2001 - Etichetta: A&M - Formati: DVD, CD                                                  | - UK: Oro                |
| 2003 | Inside the Songs of Sacred Love - Pubblicazione: 30 novembre 2003 - Etichetta: A&M - Formati: DVD                                       | - CAN: Platino           |
| 2007 | The Journey and the Labyrinth - Pubblicazione: 13 febbraio 2007 - Etichetta: Deutsche Grammophon - Formati: DVD, CD                     |                          |
| 2008 | Certifiable: The Police Reunion Live in Argentina - Pubblicazione: 11 novembre 2008 - Etichetta: A&M - Formati: 2 DVD, Blu-ray Disc, CD | - GER: Oro - US: Platino |
| 2010 | Live in Berlin - Pubblicazione: 22 novembre 2010 - Etichetta: Deutsche Grammophon - Formati: DVD, Blu-ray Disc, CD                      |                          |
| 2014 | The Last Ship: Live at the Public Theater - Pubblicazione: 23 settembre 2014 - Etichetta: Cherrytree/A&M - Formati: DVD, Blu-ray Disc   |                          |
| 2017 | Live at the Olympia Paris - Pubblicazione: 10 novembre 2017 - Etichetta: Eagle Rock Entertainment - Formati: DVD, Blu-ray Disc          |                          |

### Video musicali
| Anno | Titolo                             | Regista                            |
| ---- | ---------------------------------- | ---------------------------------- |
| 1985 | If You Love Somebody Set Them Free | Godley & Creme                     |
| 1985 | Love Is the Seventh Wave           | Richard Loncraine                  |
| 1985 | Fortress Around Your Heart         | Mick Haggerty                      |
| 1985 | Russians                           | Jean-Baptiste Mondino              |
| 1986 | I Burn for You                     | Michael Apted                      |
| 1986 | Moon over Bourbon Street           | Michael Apted                      |
| 1987 | We'll Be Together                  | Mary Lambert                       |
| 1987 | Be Still My Beating Heart          | Mike Patterson & Candace Reckinger |
| 1988 | Englishman in New York             | David Fincher                      |
| 1988 | Fragile                            | Dominic Sena                       |
| 1988 | They Dance Alone (Cueca Solo)      | Dominic Sena                       |
| 1991 | All This Time                      | Alex Proyas                        |
| 1991 | Mad About You                      | Jon Small                          |
| 1991 | The Soul Cages                     | Gerard de Thame                    |
| 1991 | Why Should I Cry for You           | Gerard de Thame                    |
| 1992 | It's Probably Me                   | Richard Donner & Bobby Woods       |
| 1993 | If I Ever Lose My Faith in You     | Howard Greenhalgh                  |
| 1993 | Fields of Gold                     | Kevin Godley                       |
| 1993 | Seven Days                         | Doug Nichol                        |
| 1993 | Shape of My Heart                  | Doug Nichol                        |
| 1993 | Nothing 'Bout Me                   | Doug Nichol                        |
| 1993 | Demolition Man                     | Marcus Raboy                       |
| 1993 | All for Love                       | David Hogan                        |
| 1994 | When We Dance                      | Howard Greenhalgh                  |
| 1994 | This Cowboy Song                   | Howard Greenhalgh                  |
| 1996 | Let Your Soul Be Your Pilot        | Emmanuel Carlier                   |
| 1996 | You Still Touch Me                 | Adolfo Doring                      |
| 1996 | I'm So Happy I Can't Stop Crying   | Lol Creme                          |
| 1997 | Roxanne '97                        | Marcus Raboy                       |
| 1999 | Brand New Day                      | Jan Houllevigue                    |
| 2000 | Desert Rose                        | Paul Boyd                          |
| 2000 | After the Rain Has Fallen          | Kevin Godley                       |
| 2000 | My Funny Friend and Me             | Trudie Styler & J.P. Davidson      |
| 2003 | Send Your Love                     | Sanaa Hamri                        |
| 2003 | Whenever I Say Your Name           |                                    |
| 2004 | Stolen Car (Take Me Dancing)       | Nick Quested                       |
| 2016 | I Can't Stop Thinking About You    | Jeff Coffman                       |
| 2017 | One Fine Day                       | James Larese                       |
| 2018 | Don't Make Me Wait                 | Gil Green                          |
| 2020 | September                          | Gaetano Morbioli                   |
| 2021 | Englishman/African in New York     | Shirazee & Guillaume Doubet        |
| 2021 | Rushing Water                      |                                    |
| 2021 | If It's Love                       | Lukas McFarlane                    |

## Con i The Police
- 1978 – Outlandos d'Amour
- 1979 – Reggatta de Blanc
- 1980 – Zenyatta Mondatta
- 1981 – Ghost in the Machine
- 1983 – Synchronicity

### Altre apparizioni
- 1982 – Varie tracce (Brimstone & Treacle soundtrack)
- 1985 – Long Long Way To Go e Take Me Home (nell'album No Jacket Required di Phil Collins)
- 1985 – One Phone Call (nell'album You're Under Arrest di Miles Davis)
- 1985 – Money for Nothing (nell'album Brothers in Arms dei Dire Straits)
- 1985 – The Promise (nell'album So Red the Rose degli Arcadia)
- 1987 – Someone to Watch Over Me (Someone to Watch Over Me soundtrack)
- 1987 – Gabriel's Message (nell'album natalizio A Very Special Christmas)
- 1989 – Murder by Numbers (nell'album Broadway the Hard Way di Frank Zappa)
- 1990 – Charming Snakes (nell'album Charming Snakes di Andy Summers)
- 1991 – Come Down in Time (nell'album Two Rooms: Celebrating the Songs of Elton John & Bernie Taupin)
- 1992 – Panis Angelicus, It's Probably Me e Muoio per te (Pavarotti & Friends)
- 1992 – Pierino e il lupo (nell'album Prokofiev's Peter and the Wolf and other works di Claudio Abbado)
- 1994 – Sister Moon (nell'album The Sweetest Days di Vanessa Williams)
- 1995 – Moonlight (Sabrina soundtrack)
- 1995 – Angel Eyes, My One and Only Love e It's a Lonesome Old Town (Leaving Las Vegas soundtrack)
- 1995 – Mo Ghile Mear (Our Hero) (nell'album The Long Black Veil dei The Chieftains)
- 1995 – Sisters of Mercy (con i The Chieftains, nell'album Tower of Song: The Songs of Leonard Cohen)
- 1995 – This Was Never Meant to Be (Grotesque soundtrack)
- 1995 – Spirits in the Material World (con Pato Banton, Ace Ventura: When Nature Calls soundtrack)
- 1996 – On Silent Wings (nell'album Wildest Dreams di Tina Turner)
- 1997 – I'm So Happy I Can't Stop Crying (nell'album Dream Walkin' di Toby Keith)
- 1997 – It Ain't Necessarily So (nell'album Porgy & Bess di Joe Henderson)
- 1997 – I Saw Three Ships (nell'album natalizio A Very Special Christmas 3)
- 1998 – Invisible Sun (con gli Aswad, The X-Files: The Album)
- 1998 – Terre d'oru (Fields of Gold) (con i I Muvrini)
- 1999 – The Windmills of Your Mind (The Thomas Crown Affair soundtrack)
- 1999 – Ain't No Sunshine (nell'album Inside di David Sanborn)
- 1999 – Another Pyramid (nell'album Elton John and Tim Rice's Aida)
- 1999 – Round Midnight (nell'album Green Chimneys di Andy Summers)
- 1999 – In the Wee Small Hours of the Morning (nell'album Slowing Down the World di Chris Botti)
- 2000 – Don't Walk Away (nell'album Joko: from Village to Town di Youssou N'Dour)
- 2000 – She Walks This Earth (Soberana Rosa) (nell'album A Love Affair: Music of Ivan Lins)
- 2001 – Seventh Son (nell'album Small World Big Band di Jools Holland)
- 2001 – Le Rai C'est Chic (nell'album Dellali di Cheb Mami)
- 2001 – Fill Her Up (nell'album Earl Scruggs and Friends di Earl Scruggs)
- 2001 – Mad About You (nell'album The Running Roads di George Dalaras)
- 2001 – Fragile (nell'album America: A Tribute to Heroes)
- 2001 – Until... (Kate & Leopold soundtrack)
- 2002 – People (nell'album Fantastic Plastic People di Jimmy Cliff)
- 2002 – Sail On, Sailor (nell'album Together di Lulu)
- 2002 – Shape (nell'album Angels with Dirty Faces delle Sugababes)
- 2002 – Rise & Fall (nell'album Slicker Than Your Average di Craig David)
- 2003 – Shape of My Heart e Ave Maria (nell'album Shapes di Dominic Miller)
- 2003 – You Will Be My Ain True Love (con Alison Krauss, Cold Mountain soundtrack)
- 2004 – The Wind Cries Mary (nell'album Power of Soul: A Tribute to Jimi Hendrix)
- 2004 – Muoio per te (nell'album Zu & Co. di Zucchero Fornaciari)
- 2004 – A Thousand Years (con Mariza, Unity: The Official Athens 2004 Olympic Games Album)
- 2004 – Gonna Be Some Changes Made e Halcyon Days (nell'album Halcyon Days di Bruce Hornsby)
- 2004 – La belle dame sans regrets (con Dominic Miller, nell'album When I Fall in Love di Chris Botti)
- 2004 – People (nell'album Black Magic di Jimmy Cliff)
- 2004 – We'll Be Together (con Annie Lennox, Bridget Jones: The Edge of Reason soundtrack)
- 2005 – Taking the Inside Rail (Racing Stripes soundtrack)
- 2005 – Union (nell'album Monkey Business dei Black Eyed Peas)
- 2005 – Sister Moon (nell'album Possibilities di Herbie Hancock)
- 2005 – Friend or Foe (nell'album Dangerous and Moving delle t.A.T.u.)
- 2005 – Moon over Bourbon Street (con Chris Botti, nell'album Hurricane Relief: Come Together Now)
- 2005 – Always on Your Side (nell'album Wildflower di Sheryl Crow)
- 2005 – Lullaby to an Anxious Child (nell'album Together as One di Gregg Kofi Brown)
- 2006 – The Boulevard of Broken Dreams (nell'album Duets: An American Classic di Tony Bennett)
- 2006 – None of Us Are Free (con Sheila E., nell'album Overnight Sensational di Sam Moore)
- 2007 – Sea Dreamer (nell'album Breathing Under Water di Anoushka Shankar e Karsh Kale)
- 2008 – What Are You Doing the Rest of Your Life? (nell'album To Love Again: The Duets di Chris Botti)
- 2009 – Seven Days, If I Ever Lose My Faith in You e Shape of My Heart (nell'album Chris Botti in Boston di Chris Botti)
- 2009 – L'amour c'est comme un jour e Love is New Everyday (nell'album Duos di Charles Aznavour)
- 2009 – Come Again (nell'album At Home with Friends di Joshua Bell)
- 2009 – Alone with My Thoughts This Evening (nell'album The Lute is a Song di Edin Karamazov)
- 2011 – Power's Out (nell'album Killer Love di Nicole Scherzinger)
- 2011 – Let Your Soul Be Your Pilot (nell'album omonimo di Matthew Morrison)
- 2012 – Deep in the Meadow (Lullaby) (The Hunger Games: Songs from District 12 and Beyond)
- 2014 – Catch Tomorrow (nell'album Forget the World di Afrojack)
- 2014 – Lonesome Day (nel DVD A MusiCares Tribute to Bruce Springsteen)
- 2015 – Killing You (nell'album No Good di Ivy Levan)
- 2015 – Stolen Car (nell'album Interstellaires di Mylène Farmer)
- 2019 – 2 in a Million (nell'album Neon Future IV di Steve Aoki)